# Крестов, Геннадий Алексеевич
Геннадий Алексеевич Крестов (10 октября 1931, Иваново-Вознесенск — 1 мая 1994, Иваново) — советский учёный-химик, член-корреспондент Академии наук СССР.

## Биография
Геннадий Алексеевич Крестов родился в Иваново-Вознесенске. В 1954 году окончил Ивановский химико-технологический институт (ИХТИ), затем работал там же. С 1963 по 1994 годы возглавлял кафедру неорганической химии. В 1966 защитил докторскую диссертацию.
С 1972 по 1980 был ректором ИХТИ. 29 декабря 1981 года был избран членом-корреспондентом Академии наук СССР. С 1981 по 1994 годы возглавлял Институт химии неводных растворов АН СССР. В 1987 году Геннадию Алексеевичу Крестову была присвоена Государственная премия СССР.

## Научные достижения
Создал в ИХТИ научную школу химии неводных растворов, на базе которой впоследствии был создан Институт химии неводных растворов АН СССР, также он руководил исследованиями в различных областях химии.

## Память
Имя Крестова было присвоено Институту химии растворов РАН.
В здании ФГБОУ ВПО "ИГХТУ" в память о Крестове установлены две мемориальные доски.

## Некоторые работы
- Термохимия соединений редкоземельных и актиноидных элементов (1972)[2];
- Термодинамика ионных процессов в растворах (1973)[2];
- От кристалла к раствору (1977)[2];
- Физическая химия неводных растворов целлюлозы и её производных (1991)[2];
- Неводные растворы в технике и технологии (1991)[2];